# مثلث رنگ

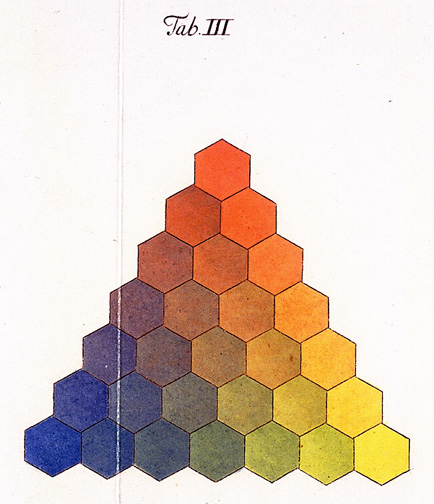
مثلث رنگ در سال ۱۷۷۵ میلادی

مثلث رنگ مبحثی در هنر گرافیک است. مثلث رنگ چیدمانی از رنگ‌ها در یک مثلث است؛ به‌گونه‌ای که سه رنگ اصلی در سه گوشهٔ مثلث قرار گرفته باشند و طیف انتقالی هر رنگ به رنگ دیگر، رنگ‌های فرعی را ایجاد کند و در نهایت طیفی شبیه به رنگین‌کمان ایجاد شود. بسته به نور منبعی یا انعکاسی، سه گوشهٔ مثلث می‌تواند شامل رنگ‌های قرمز، آبی، زرد یا قرمز، آبی، سبز باشد. همچنین مثلث رنگ می‌تواند شامل رنگ‌هایی دیگر بوده و به عنوان نمایش طیف رنگی از رنگ‌های مورد نظر باشد.
پس از توسعهٔ نظام سی‌آی‌ای مثلث رنگ به همراه ارزش عددی آنها (معمولاً ارزش مبنای شانزده Hex) به عنوانی نموداری برای نمایش و ارائهٔ رنگ‌ها به کار می‌رود.

## تاریخچه
نظریهٔ ترکیب رنگ‌ها توسط توماس یانگ ارائه شد و بعدها جیمز مکسول و هرمان وان هلمولتز آن را توسعه دادند. اما قبل از این نیز ترکیب‌های سه رنگ آبی، قرمز، و زرد با استفاده از مثلث رنگ آرایش می‌یافت.

## نگارخانه

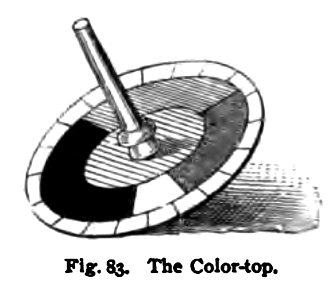
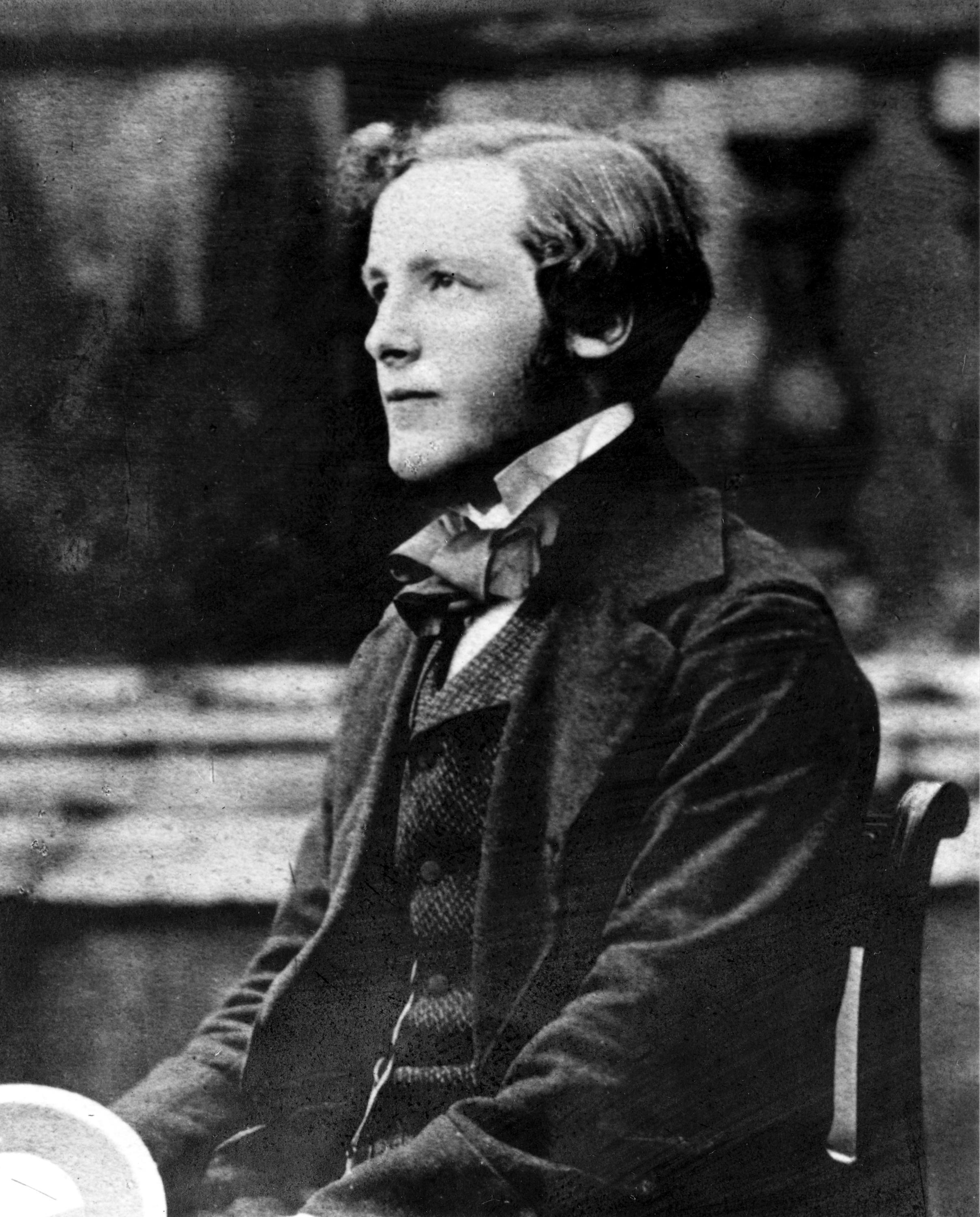
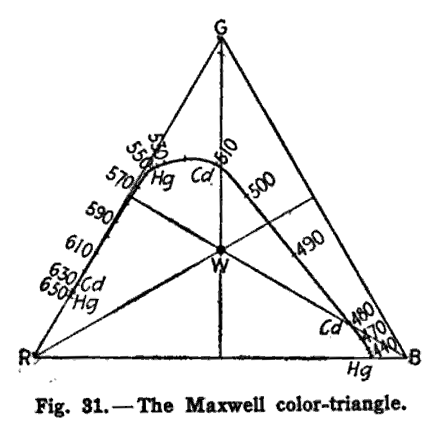
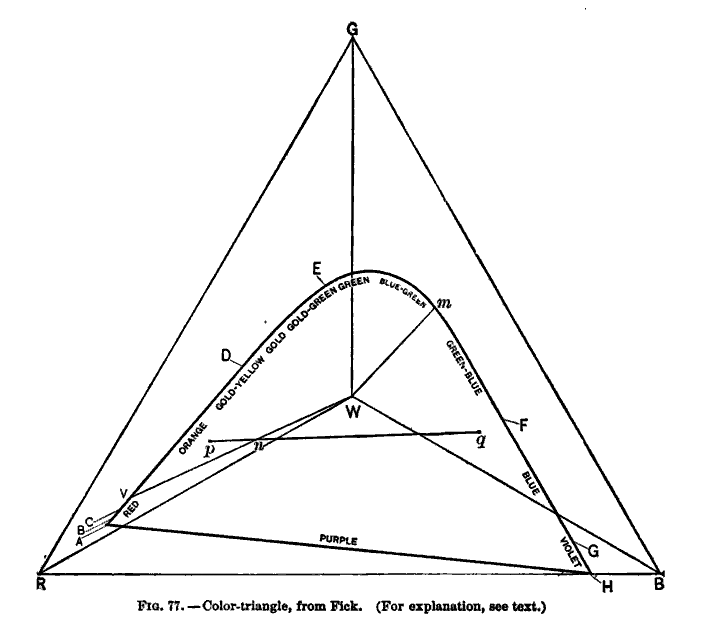